# Plestiodon multivirgatus
Plestiodon multivirgatus (багатосмугий сцинк) — вид сцинкоподібних ящірок родини сцинкових (Scincidae). Ендемік США.

## Опис
Багатосмугі сцинки — сцинки середнього розміру, максимальна довжина яких (без врахування хвоста) становить близько 7,5 см, а враховуючи хвіст — приблизно 19 см. Вони мають оливкове або коричневе забарвлення. P. m. multivirgatus мають чорні смуги, що проходяться вздовж тіла і хвоста, а P. m. multivirgatus має дві білі смуги з чорними краями.

## Підвиди
Виділяють два підвиди:
- Plestiodon multivirgatus multivirgatus (Hallowell, 1857) — південь Північної Дакоти, Небраска, південний схід Вайомінгу і північний схід Колорадо, на південь до річка Арканзас;
- Plestiodon multivirgatus epipleurotus (Cope, 1880) — південь Колорадо, південний схід Юти, Аризона, Нью-Мексико і захід Техасу.

## Поширення і екологія
Північні популяції багатосмугих сцинків мешкають в преріях і серед піщаних пагорбів, на висоті до 1675 м над рівнем моря, а південні — в пустельних креозотових чагарниках, прирічкових чагарниках, ялівцевих, сосново-дубових і ялинових лісах, в дубових рідколіссях та на пустищах, на висоті до 2600 м над рівнем моря.